# Andrásfa
Andrásfa è un comune dell'Ungheria di 287 abitanti (dati 2001). È situato nella contea di Vas.